# Je vous aime (album de Mireille Mathieu)
Pour les articles homonymes, voir Je vous aime.
Albums de Mireille Mathieu
Un peu... beaucoup... passionnément...
(1980) Trois milliards de gens sur Terre
(1982)
Singles
1. Promets-moi
Sortie : 1981

Je vous aime est un album de la chanteuse française Mireille Mathieu sorti en France en 1981 sous le label Philips.

## Chansons de l'album
- Face 1

1. Promets-moi (Eddy Marnay/Robin Gibb/Barry Gibb)
2. Je suis heureuse (Eddy Marnay/David Shire)
3. Il a neigé sur Mykonos (Eddy Marnay/Alain Morisod)
4. Je t'ouvrirai encore les bras (Charles Level/Jean Claudric)
5. Mais toi (Eddy Marnay/Raymond Bernard)

- Face 2

1. C'est peut-être moi qui partirai (Pascal Sevran/S. Lebrail)
2. Plus jamais seule (Eddy Marnay/B. Zambrini)
3. L'autre (Eddy Marnay/Lionel Richie Jr)
4. La musique en Jeans (Charles Level/D. Bugatti/F. Musker)
5. Chanel Solitaire (Eddy Marnay/J. Musy)